# بيع شخصي

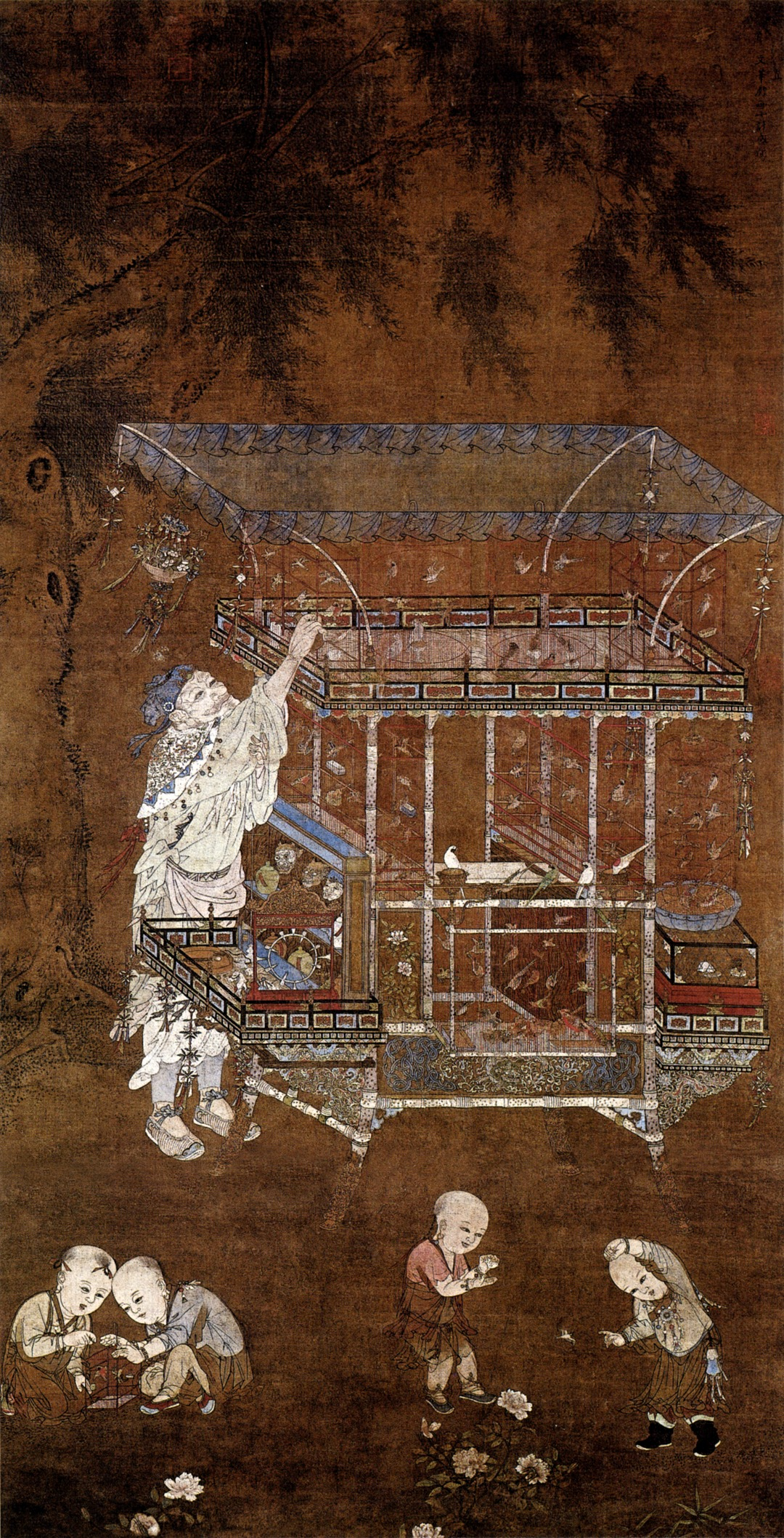
لوحة لبائع متجول يبيع الطيور، بريشة جي شنغ (計盛). الصين، أسرة مينغ، القرن الخامس عشر

يحدث البيع الشخصي عندما يجتمع مندوب المبيعات مع عميل محتمل بغرض إجراء عملية بيع. يعتمد العديد من مندوبي المبيعات على عملية بيع متسلسلة تتضمن عادةً تسع خطوات. يقوم بعض مندوبي المبيعات بتطوير نصوص حوارية لكل مرحلة من عملية البيع أو لجزء منها. يمكن استخدام عملية البيع في اللقاءات وجهًا لوجه وفي التسويق عبر الهاتف.

## تعريف
يمكن تعريف البيع الشخصي بأنه «عملية الاتصالات من شخص لشخص بين بائع وزبون متوقع، حيث يتعرف الأول على احتياجات الزبون ويسعى إلى تلبية تلك الاحتياجات من خلال تقديم الفرصة للعميل لشراء شيء ذي قيمة، مثل سلعة أو خدمة». قد يُستخدم المصطلح أيضًا لوصف حالة تستخدم فيها الشركة فريق المبيعات كأحد الطرق الرئيسية التي تتواصل بها مع الزبائن.

## لمحة تاريخية مختصرة
تضمنت الأشكال الأقدم للتبادل أنظمة المقايضة. ومع ذلك، فإن ظهور العملة المعدنية مكّن التبادل من أن يحدث بشكل أكثر كفاءة وعلى مسافات أبعد بكثير. تأتي المرجعيّة الأولى للبيع، التي تتضمن التبادل القائم على العملة، من هيرودوت الذي أشار إلى أن «الليديين كانوا أول من عُرف باستخدام العملات الذهبية والفضية وأول من أدخل تجارة التجزئة». هذا يدل على أن عمليات البيع والشراء، نشأت في القرن السابع قبل الميلاد، في المنطقة المعروفة الآن باسم تركيا. من هناك، امتد البيع على طول البحر الأبيض المتوسط، ثم انتشر في جميع أنحاء العالم المتحضر.
عبّر الفلاسفة السقراطيون عن بعض المخاوف بشأن النوع الجديد من البيع في حوالي القرن الرابع قبل الميلاد. كان تعليقهم في المقام الأول يُعنى بالخلل المحتمل للجوانب الأكثر اجتماعية للبيع. شجعت أشكال التبادل التقليدية منظورًا اجتماعيًا – مُؤكدةً على الروابط الاجتماعية التي توحد أفراد مجتمع ما. على سبيل المثال، خلال فترات الجفاف أو المجاعة، شارك الأفراد في محنة جيرانهم. ومع ذلك، شجع ظهور هذا النوع الجديد من البيع تركيزًا على الفرد بحيث في أوقات القحط، يرفع الباعة أسعارهم.
خلال فترة العصور الوسطى، خضعت التجارة لمزيد من التغييرات. تحولت التجارة المحلية القائمة على التبادل التجاري وأنظمة المقايضة ببطء مع تحسن وسائل النقل وفتح أسواق جغرافية جديدة. منذ القرن الحادي عشر، ساعدت الحملات الصليبية في فتح طرق تجارية جديدة في الشرق الأدنى، في حين حفّز المغامر والتاجر ماركو بولو الاهتمام بمنطقة الشرق الأقصى في القرنين الثاني عشر والثالث عشر. بدأ تجار العصور الوسطى في تجارة السلع الغريبة المستوردة من الشواطئ البعيدة بما في ذلك البهارات والنبيذ والمواد الغذائية والفراء والقماش الناعم، وبشكل مميز الحرير والزجاج والمجوهرات والعديد من السلع الفاخرة الأخرى. مع نمو التجارة بين البلدان أو المناطق، أصبحت الشبكات التجارية أكثر تعقيدًا وأنواع مختلفة من البائعين ملأت الفراغات داخل الشبكة. خلال القرن الثالث عشر، أصبحت الأعمال الأوروبية أكثر ثباتًا وتمكنت من الحفاظ على التجار المستقرين في المراكز الرئيسية ونظام للوكلاء الذين يعملون في أسواق جغرافية مختلفة. أُجريَ التبادل غالب الأحيان على أساس تجاريّ صرف (بين غرباء) بدلاً من وجهاً لوجه.
واصل تجار السوق المحلية والباعة المتجولون توفير الحاجات الأساسية، ولكن متاجر بيع التجزئة الثابتة ظهرت تدريجيًا بدءًا من القرن الثالث عشر، وخاصة في المدن الأكثر اكتظاظًا بالسكان. بحلول القرن السابع عشر، كانت المتاجر الثابتة ذات ساعات التداول الأكثر انتظامًا تحل محل الأسواق والمعارض كمنفذ بيع التجزئة الرئيسي. كان أصحاب المتاجر القرويين نشطين في كل سوق مدينة إنجليزية تقريبًا. باع أصحاب المتاجر هؤلاء مجموعة واسعة جدًا من البضائع العامة، تمامًا مثل المحال التجارية المعاصرة.
قدّمت مؤسسات الأعمال التجارية الكبيرة المشاركة في الاستيراد والتصدير خدمات إضافية في أغلب الأحيان بما في ذلك التمويل والاقتطاع بالجملة والفرز والمخاطرة. في القرن السابع عشر، بدأ عامة الناس في التمييز المنطقي بين نوعين من التجار؛ التجار المحليون (باللغة الهولندية: meerseniers) النوع الذي أشار إلى التجار المحليين ومنهم الخبازون والبقالون وبائعي منتجات الألبان وأصحاب الأكشاك، والتجار (باللغة الهولندية: koopman)، وهو النوع الذي وصف فئة جديدة ناشئة من التجار الذين تعاملوا بالبضائع أو الإقراض على نطاق واسع. مع ظهور طبقة من التجار الأوروبيين، كان هذا التمييز ضروريًا لفصل التجارة اليومية التي يعرفها عامة الناس عن الصفوف الصاعدة للتجار العاملين على المستوى العالمي، وكان ينظر إليهم على أنهم بعيدين جدًا عن الخبرة اليومية.
في القرن الثامن عشر في إنجلترا، بدأت البيوت الصناعية الكبيرة، مثل ويدجوود، في إنتاج سلع معينة بالجملة مثل الفخار والسيراميك وكانت تحتاج إلى شكل من التوزيع بكميات كبيرة لمنتجاتها. وُظّف بعض الباعة المتجولين من قبل هؤلاء المنتجين الصناعيين للعمل كنوع من مندوبي مبيعات المتنقلين، يستدعون منافذ بيع التجزئة والجملة من أجل إجراء عملية بيع. في إنجلترا، عُرف هؤلاء الباعة المتجولين برجال مانشستر بسبب انتشار ذلك العُرف في بيع الأقمشة القطنية المصنعة في مانشستر. موظفين من قبل مصنع أو رجل أعمال، فقد باعوا السلع من متجر إلى آخر متجر من باب إلى باب، وبالتالي كانوا يعملون كنوع من تجار الجملة أو وسيط التوزيع. لقد كانوا الأسلاف لمندوب المبيعات الميداني.

## أدوار وحالات البيع
يمكن أن يحدث نشاط المبيعات في العديد من أنواع الحالات. يتواصل مندوبو المبيعات الميدانية بالعملاء، الذين هم عادة عملاء رجال أعمال؛ تتواصل فرق مبيعات من الباب إلى الباب مع الأسر المعيشية، قد يعمل موظفو المبيعات في بيئة البيع بالتجزئة أو البيع بالجملة حيث يعتني موظفو المبيعات بالعملاء من خلال معالجة الطلبات أو قد تحدث عملية البيع في بيئة التسويق عبر الهاتف حيث يقوم مندوب المبيعات بإجراء مكالمات هاتفية مع العملاء المحتملين. من حيث عدد المعاملات، فإن معظم عمليات البيع تحدث على مستوى البيع بالتجزئة؛ ولكن من حيث القيمة، فإن معظم عمليات البيع تحدث على مستوى النهاية العليا بين الأعمال.